# Nationalpark Phu Kradueng
Der Phu Kradueng Nationalpark, auch Phu Kradung geschrieben (thailändisch อุทยานแห่งชาติภูกระดึง), liegt im Landkreis (Amphoe) Phu Kradueng der Provinz Loei im Nordost-Thailand. Er ist einer der berühmtesten Nationalparks Thailands, seine höchste Erhebung beträgt 1316 m.

## Geschichte
Der Park wurde im Jahr 1943 zum geschützten Wald erklärt und am 23. November 1962 in einen Nationalpark umgewandelt. Er ist damit nach dem Khao-Yai-Nationalpark der zweitälteste Nationalpark Thailands. Jedes Jahr zieht der Park mehrere tausend Besucher an. 

## Geographie
Der Park liegt 520 km nordöstlich von Bangkok und etwa 70 km von der Provinzhauptstadt Loei auf dem Gebiet des Phang-Loei-Höhenzuges. Am besten ist er über den Khon Kaen-Loei-Highway zu erreichen.
Der Park selbst besteht aus einer Hochebene mit Wiesen, Klippen, Wäldern und Wasserfällen sowie immergrünen Monsunwäldern in tieferen Lagen. Im Park leben zahlreiche Tierarten sowie noch einige Tiger.
Die mittlere Temperatur beträgt um die 20 °C. Von Dezember bis Januar kann es über Nacht aber auch auf bis zu 2 °C abkühlen.
In der Regensaison und während der kälteren Jahreszeit liegt der Berg meist im Nebel.
Für den sechs km langen Hauptweg auf das Hochplateau benötigt man in etwa drei Stunden; verteilt über die Strecke befinden sich mehrere Raststationen. Oben angelangt sind es dann noch einmal ca. drei km bis zum Hauptquartier der Nationalparkleitung.
Die heißeste Jahreszeit ist von März bis Juni, zu dieser Zeit sollte man am besten bereits bei Sonnenaufgang aufbrechen um während der Wanderung nicht in die Mittagshitze zu kommen.
Aus Sicherheitsgründen ist der Park während der Regenzeit von Juli bis Oktober für Besucher geschlossen.

## Sehenswürdigkeiten
Die wunderschöne Natur zieht Jahr für Jahr Zehntausende von Besuchern an.
- Den schönsten Ausblick hat man von der Pha Nok Aen Klippe (ผานกแอ่น), insbesondere beim Sonnenaufgang; der Sonnenuntergang lässt sich am besten vom Pha Lom Sak Klippe (ผาหล่มสัก) beobachten.
- die Wasserfälle Wang Kwang (น้ำตกวังกวาง) und  Tat Hong (น้ำตกตาดฮ้อง).
- Unter den Kletterern sind die felsigen Pha-Lomsak-Klippen sehr beliebt.
- „Fai Duean Ha“ (ไฟเดือนห้า, Feuer des fünften Monats), Ahornbäume mit leuchtend roten Blättern.